# Baron Selsdon

Wappen der Barone Selsdon

Baron Selsdon, of Croydon in the County of Surrey, ist ein erblicher britischer Adelstitel in der Peerage of the United Kingdom. Er ist benannt nach Selsdon, einem Stadtteil von London. 

## Verleihung und nachgeordnete Titel
Der Titel wurde am 14. Januar 1932 für den konservativen Politiker Sir William Mitchell-Thomson, 2. Baronet, geschaffen. Dieser war seit 1906 Mitglied des House of Commons und von 1924 bis 1929 Postmaster General of the United Kingdom gewesen. 
Er hatte bereits 1918 von seinem Vater, der von 1897 bis 1900 Lord Provost von Edinburgh war, den fortan nachgeordneten Titel Baronet, of Polmood in the County of Peebles, geerbt, der diesem 1900 in der Baronetage of the United Kingdom verliehen worden war.

## Liste der Mitchell-Thomson Baronets und Barone Selsdon

### Mitchell-Thomsen Baronets (1900)
- Sir Mitchell Mitchell-Thomson, 1. Baronet (1846–1918)
- Sir William Lowson Mitchell-Thomson, 2. Baronet (1877–1938) (1932 zum Baron Selsdon erhoben)

### Barone Selsdon (1932)
- William Mitchell-Thomson, 1. Baron Selsdon (1877–1938)
- Patrick Mitchell-Thomson, 2. Baron Selsdon (1913–1963)
- Malcolm Mitchell-Thomson, 3. Baron Selsdon (1937–2024)
- Callum Mitchell-Thomson, 4. Baron Selsdon (* 1969)

Titelerbe (Heir apparent) ist der Sohn des jetzigen Barons, Hon. Alec Callum Mitchell-Thomson (* 2006).